# 1987 UP2
1987 UP2 är en asteroid i huvudbältet, som upptäcktes 25 oktober 1987 av den danska astronomen Poul Jensen vid Brorfelde-observatoriet.
Den har den diameter på ungefär 4 kilometer.